# Nieprawidłowa glikemia na czczo
Nieprawidłowa glikemia na czczo (ang. impaired fasting glycaemia, IFG) - stan, w którym stężenie glukozy we krwi osoby badanej na czczo wynosi 100–125 mg/dl, czyli 5,6-6,9 mmol/l.
IFG jest stanem silnie predysponującym do rozwoju cukrzycy i dodatnie koreluje ze śmiertelnością. Ponadto wraz z zaburzeniami gospodarki lipidowej nasila rozwój blaszki miażdżycowej i zwiększa ryzyko zawału serca.

## Diagnostyka
Badanie poziomu glukozy we krwi należy wykonać na czczo (minimum 8 godzin od spożycia posiłku). Badanie przy użyciu glukometru nie może mieć wartości diagnostycznej ponieważ jest obarczone dużym błędem pomiarowym. W celu zdiagnozowania IFG należy oznaczyć glikemię metodą laboratoryjną pamiętając o prawidłowym przygotowaniu pacjenta do badania.